# Deltamys araucaria
Deltamys araucaria és una espècie de mamífer rosegador de la família dels cricètids. Habita boscos humits montans del sud del Brasil. Es diferencia morfològicament de D. kempi per diverses característiques distintives, entre les quals destaquen un pelatge de color lleonat-canyellat, presència de protostil i per exhibir l'alvèol M1 posicionat anteriorment al marge posterior de la làmina zigomàtica. Com que fou descoberta fa poc, encara no se n'ha avaluat l'estat de conservació.